# هشيش أغبس
هشيش أغبس (الاسم العلمي:Psathyrella fusca) هو نوع من الفطريات يتبع جنس الهشيش من الفصيلة الهشيشية.